# Specialpedagogiska institutet
Specialpedagogiska institutet var fram till och med den 30 juni 2008 en rikstäckande myndighet för statens samlade stöd i specialpedagogiska frågor. Institutet var en kunskapsresurs för barn, ungdomar och vuxna med funktionsnedsättning.
Uppgiften var att ge specialpedagogiskt stöd till ansvariga inom det offentliga skolväsendet. Det gjordes genom att sprida information och kunskap inom specialpedagogik och initiera och medverka i utvecklingsarbete inom området. Via nationella resurscenter med specifika inriktningar (till exempel Resurscenter syn) genomfördes utredningar och träning av enskilda barn och ungdomar. Resurscentren gav även information och utbildning till föräldrar, lärare och annan personal. En viktig del av verksamheten var också att verka för att för målgruppen tillgängliga läromedel togs fram av förlag.
Samverkan skedde nationellt med de intresseorganisationer som företräder samma målgrupper och myndigheter med angränsande uppdrag (till exempel Skolverket, Myndigheten för skolutveckling och Hjälpmedelsinstitutet). Regionalt och lokalt skedde samverkan med landsting och kommuner.
Specialpedagogiska skolmyndigheten övertog den 1 juli 2008 den verksamhet som tidigare bedrivits av Socialstyrelsens institut för särskilt utbildningsstöd (Sisus), Specialpedagogiska institutet och Specialskolemyndigheten.